# Eastport (Maine)
Eastport ist eine City im Washington County im US-Bundesstaat Maine. Im Jahr 2020 lebten dort 1288 Einwohner in 1083 Haushalten auf einer Fläche von 31,95 km².

## Geographie
Nach dem United States Census Bureau hat Eastport eine Gesamtfläche von 31,95 km², von der 9,41 km² Land sind und 22,53 km² aus Gewässern bestehen. Eastport ist unter anderem bekannt durch den Old Sow, einem vor der Küste befindlichen natürlichen Gezeitenstrudel von rund 75 Metern Durchmesser, der größte dieser Art auf der westlichen Halbkugel.

### Geographische Lage

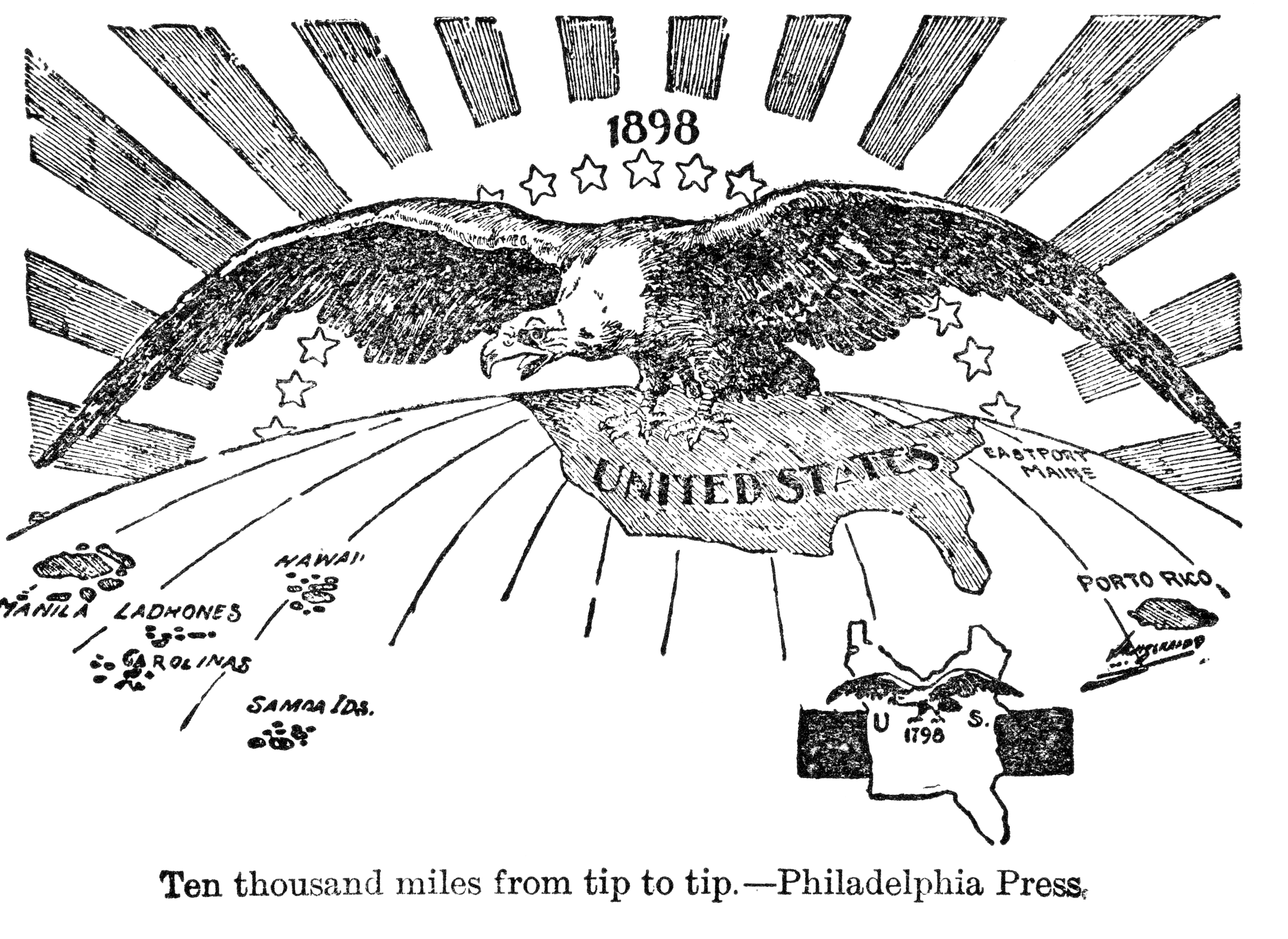
Eastport in einer Karikatur zur Ost-West-Ausdehnung der USA von 1898

Eastport liegt im Südosten des Washington Countys, am Atlantischen Ozean. Es ist die östlichste Gemeinde der Vereinigten Staaten und grenzt an New Brunswick, Kanada. Der östlichste Punkt, die Station PD1179, befindet sich auf dem Pier von Eastport bei 44°54′16,27257″ Nord, 66°59′0,71006″ West.
Eastport liegt auf einer Halbinsel, dem Moose Island, welches durch eine Landzunge mit dem Festland verbunden ist. Zum Gebiet der City gehören weitere Inseln. Die bekanntesten sind: Mathews Island und Treat Island. Es gibt keine größeren Seen auf dem Gebiet, es ist zudem eben, ohne größere Erhebungen.

### Nachbargemeinden
Alle Entfernungen sind als Luftlinien zwischen den offiziellen Koordinaten der Orte aus der Volkszählung 2010 angegeben.
- Norden: Passamaquoddy Pleasant Point Reservation, 5,6 km
- Nordosten: Deer Island, New Brunswick, 8,5 km
- Osten: Campobello Island, New Brunswick, 6,8 km
- Süden: Lubec, 12,3 km
- Nordwesten: Perry, 11,4 km

### Stadtgliederung
In Eastport gibt zwei Siedlungsgebiete: Eastport und Quoddy.

### Klima
Die mittlere Durchschnittstemperatur in Eastport liegt zwischen −6,1 °C (21 °F) im Januar und 18,3 °C (65 °F) im Juli. Damit ist der Ort gegenüber dem langjährigen Mittel der USA um etwa 9 Grad kühler. Die Schneefälle zwischen Oktober und Mai liegen mit bis zu zweieinhalb Metern mehr als doppelt so hoch wie die mittlere Schneehöhe in den USA; die tägliche Sonnenscheindauer liegt am unteren Rand des Wertespektrums der USA.

## Geschichte
Der größte Teil der etwa 1600 Einwohner residiert auf dem über einen Damm mit dem Festland verbundenen Moose Island, welches seit 1782 von Siedlern aus Newburyport (Massachusetts) und Portsmouth (New Hampshire) besiedelt wurde. Bereits 1798 wurde die Siedlung zur Town organisiert. Um den verbreiteten Schmuggel mit Kanada zu unterbinden, baute man 1807 Fort Sullivan, jedoch ergab sich dieses Fort am 11. Juli 1814 im Krieg von 1812 einem englischen Geschwader unter Sir Thomas Hardy. Nach dem Friedensschluss fiel Eastport 1818 an die Vereinigten Staaten zurück, jedoch wurde der umstrittene Grenzverlauf in der Passamaquoddy Bay erst im Webster-Ashburton-Treaty von 1842 paraphiert. Am 18. März 1893 wurde Eastport zur city erklärt.
Auch heute noch sind Landwirtschaft und Fischfang die bedeutendsten Industrien des Ortes, die im Verlauf des 19. Jahrhunderts wichtige Sardinenindustrie, in welcher bis zu 800 Menschen in 13 Verarbeitungsbetrieben ein Auskommen fanden, ist heute aufgrund Überfischung ohne Bedeutung. Dem Tourismus, der durch den Sommerbetrieb einer Fähre nach Deer Island in New Brunswick gefördert wird, kommt eine wachsende Bedeutung zu.

### Einwohnerentwicklung
| Volkszählungsergebnisse – City of Eastport, Maine | Volkszählungsergebnisse – City of Eastport, Maine | Volkszählungsergebnisse – City of Eastport, Maine | Volkszählungsergebnisse – City of Eastport, Maine | Volkszählungsergebnisse – City of Eastport, Maine | Volkszählungsergebnisse – City of Eastport, Maine | Volkszählungsergebnisse – City of Eastport, Maine | Volkszählungsergebnisse – City of Eastport, Maine | Volkszählungsergebnisse – City of Eastport, Maine | Volkszählungsergebnisse – City of Eastport, Maine | Volkszählungsergebnisse – City of Eastport, Maine |
| Jahr                                              | 1800                                              | 1810                                              | 1820                                              | 1830                                              | 1840                                              | 1850                                              | 1860                                              | 1870                                              | 1880                                              | 1890                                              |
| ------------------------------------------------- | ------------------------------------------------- | ------------------------------------------------- | ------------------------------------------------- | ------------------------------------------------- | ------------------------------------------------- | ------------------------------------------------- | ------------------------------------------------- | ------------------------------------------------- | ------------------------------------------------- | ------------------------------------------------- |
| Einwohner                                         | 562                                               | 1511                                              | 1937                                              | 2450                                              | 2876                                              | 4125                                              | 3850                                              | 3736                                              | 4006                                              | 4908                                              |
| Jahr                                              | 1900                                              | 1910                                              | 1920                                              | 1930                                              | 1940                                              | 1950                                              | 1960                                              | 1970                                              | 1980                                              | 1990                                              |
| Einwohner                                         | 5311                                              | 4961                                              | 4494                                              | 3406                                              | 3346                                              | 3123                                              | 2537                                              | 1989                                              | 1982                                              | 1965                                              |
| Jahr                                              | 2000                                              | 2010                                              | 2020                                              | 2030                                              | 2040                                              | 2050                                              | 2060                                              | 2070                                              | 2080                                              | 2090                                              |
| Einwohner                                         | 1640                                              | 1331                                              | 1288                                              |                                                   |                                                   |                                                   |                                                   |                                                   |                                                   |                                                   |

## Politik

### Städtepartnerschaften
Húsavík, Island

## Kultur und Sehenswürdigkeiten

### Bauwerke
In Eastport wurden mehrere Bauwerke und Distrikte unter Denkmalschutz gestellt und ins National Register of Historic Places aufgenommen.
- Former Boynton High School, 2002 unter der Register-Nr. 02000351.[8]
- Boynton Street Historic District, 1984 unter der Register-Nr. 84001542.[9]
- Central Congregational Church, 1976 unter der Register-Nr. 76000116.[10]
- Eastport Historic District, 1982 unter der Register-Nr. 82000787.[11]
- Fort Sullivan, 1970 unter der Register-Nr. 70000081.[12]
- Todd House, 1980 unter der Register-Nr. 80000258.[13]

## Wirtschaft und Infrastruktur

### Verkehr
Die Maine Street 190 verläuft über Moose Island.

### Medien
Die The Quoddy Tides ist eine Gemeinschaftszeitung, die in Eastport veröffentlicht wird. Sie deckt mehrere Gemeinden im Washington County, Maine und Charlotte County, New Brunswick, ab. Sie bezeichnet sich selbst als die am östlichsten veröffentlichte Zeitung in den Vereinigten Staaten. Sie erscheint am zweiten und vierten Freitag eines jeden Monats. Die erste Ausgabe wurde am 29. November 1968 veröffentlicht.

### Öffentliche Einrichtungen
Es gibt mehrere medizinische Einrichtungen in Eastport.
Die Peavey Memorial Library befindet sich in der Water Street in Eastport. Das Gebäude wurde 1893 im Stil der Romanik erbaut und nach Albert Peavey, einem Einwohner, benannt. Dessen Sohn Frank Peavey spendete Geld, um die Einrichtung in Erinnerung an seinen Vater zu gründen, der bereits im Alter von 35 Jahren verstorben war.

### Bildung
Für die Bildung ist das Eastport School Department zuständig.
Die Eastport Elementary School bietet Schulklassen von Kindergarten bis zum 8. Schuljahr.

## Persönlichkeiten

### Söhne und Töchter der Stadt
- Napoleon Jackson Tecumseh Dana (1822–1905), Generalmajor der US Army im Sezessionskrieg

### Persönlichkeiten, die vor Ort gewirkt haben
- Joseph C. Noyes (1798–1868), Händler und Politiker
- James Curtiss (1803–1859), Verleger und Politiker
- Lorenzo Sabine (1803–1877), Verleger und Politiker